# 側錐六角柱
側錐六角柱（英文：Augmented hexagonal prism）屬於詹森多面體之一（J54），可由一個正四角錐（J1）和正六角柱分別以底面和側邊相互黏合而成。它與對二側錐六角柱（J55）、間二側錐六角柱（J56）及它與三側錐六角柱（J57）有著類似的構造。這92種詹森多面體最早在1966年由諾曼·詹森命名並予以觀察描述。

## 外部連結
- 埃里克·韦斯坦因. . MathWorld.
- 埃里克·韦斯坦因. . MathWorld.